# Gerda Henning
Gerda Henning (* 1923 in Schlawe (heute Sławno) in Pommern; † 2007 in Bremen) war eine deutsche Malerin.

## Leben

### Werdegang
Von 1941 bis 1945 studierte Gerda Henning an der Hochschule für Kunsterziehung (vormals Königliche Kunstschule zu Berlin) in Berlin bei Willy Jaeckel, Bernhard Dörries und Otto Freytag.
Nach dem Ende des Zweiten Weltkriegs lebte sie mehrere Jahre in Oberbayern und begegnete dort unter anderen Gabriele Münter in Murnau am Staffelsee.
Sie studierte von 1947 bis 1948 an der Kunstakademie Stuttgart (heute Staatliche Akademie der Bildenden Künste Stuttgart) bei Willy Baumeister sowie in dieser Zeit Romanistik und Philosophie an der Universität Tübingen.
1951 legte sie ihr Staatsexamen für Kunsterziehung ab und war bis 1963 im Schuldienst tätig; seit 1959 lebte sie in Bremen.

### Künstlerisches Wirken
Gerda Henning wurde durch die Ostseelandschaft ihrer Heimat, die Weite des Horizonts und die Unendlichkeit des Meeres geprägt.
Ihre Malerei veränderte sich Ende der 1950er, Anfang der 1960er Jahre und wurde immer stärker expressiv-tachistisch, mit landschaftlicher Grundtendenz. Weil sie sich im Schuldienst zunehmend eingeengt fühlte und die Studentenrevolten (siehe auch Westdeutsche Studentenbewegung der 1960er Jahre) sowie die Pop Art ihr Leben prägten, begann sie ab 1970 eine kontinuierliche künstlerische Entwicklung und wurde freischaffende Künstlerin.
Ihre Bilder entstanden mit Pinsel und Öl auf Leinwand; die Malmaterie benutzte sie als ein konstitutives Element ihres Landschaftsraumes. Sie beschränkte sich absichtlich zumeist auf ein Format von 1 × 1 Meter, um die Dichte ihrer Bilder zu gewährleisten. Sie thematisierte ausschließlich Landschaften, menschenleer, bedrohlich, metaphysisch. Die ersten Landschaftsbilder waren noch einem fantastischen Realismus verpflichtet, aber mit der Zeit folgte sie immer mehr dem Prinzip der Reduktion und Abstraktion bis in der nächsten Stufe noch nur blickführende Elemente im Bild verblieben: Messlatten, Steine, Kugeln, die räumlich-perspektivisch im Unsicheren angelegt sind und dem Betrachter die Einnahme eines fixierten Standpunktes verwehrten. In den späteren, ganz abstrahierten Landschaftsbildern ging es dann um Färbungen von Wolken, Schattierungen durch die Dämmerung sowie Lichtwechsel bei Gewitter.
Ihre Landschaftsbilder wurden in ihrer scheinbaren Grenzenlosigkeit und Leere zum Resonanzraum einer unbestimmten Sehnsucht. Dadurch, dass sie den Bildrand nicht begrenzte, teilte sich dem Betrachter das Gefühl von Weite, aber auch von Verlassenheit unmittelbar mit.
Eine wichtige Rolle in ihrem Schaffen spielten auch die Handzeichnungen in reich gestufter Grauskala und klar nuancierten Schraffurzonen sowie Farbstiftzeichnungen in derselben Weise.

## Ausstellungen (Auswahl)
Gerda Henning stellte u. a. in Bremen in der Graphothek und der Städtischen Galerie im Buntentor sowie in der Stadt Delmenhorst und im Regierungspräsidium Karlsruhe aus.

## Werke (Auswahl)
- Raumeinschnitt, 1978. Kunsthalle Bremen.[1]
- o.T., 1983. 2 Tafelbilder, je 2,3 m × 3,36 m. Ehemalige Innenräume von Radio Bremen (Bürgermeister-Spitta-Allee 17).[2]